# Movimento dos Trabalhadores Rurais Sem Terra

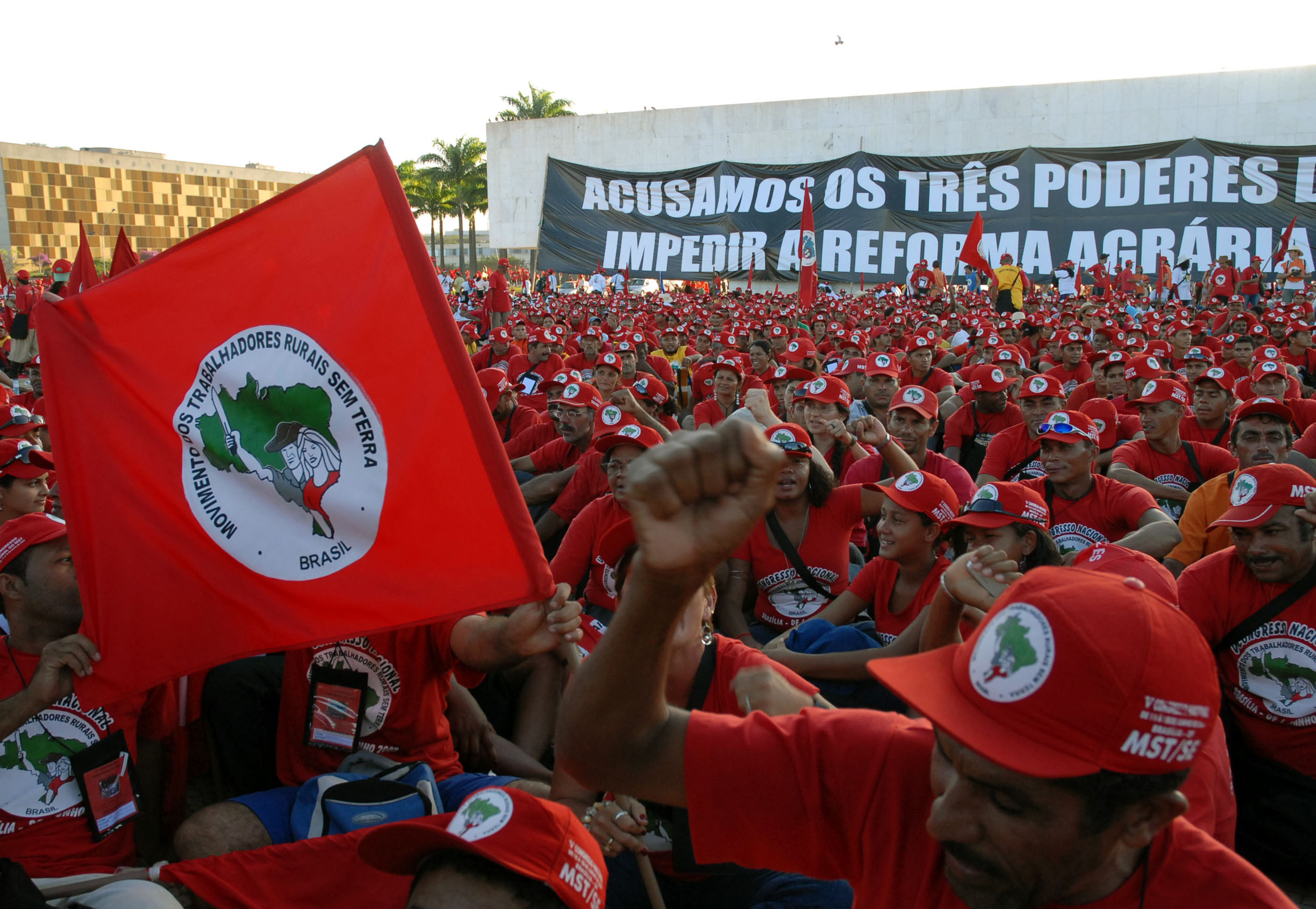
Marcia di protesta del Movimento dos Trabalhadores Rurais Sem Terra nel 2007.

Il Movimento dos Trabalhadores Rurais Sem Terra (o, semplicemente, Movimento Sem Terra, MST) è un movimento politico-sociale brasiliano che si batte per la riforma agraria.

## Storia
Il MST nasce nel 1984, dalle occupazioni contadine di terra nel sud del Brasile. È oggi presente in 24 Stati del paese e coinvolge un milione e mezzo di persone. Grazie alle sue lotte, 350.000 famiglie hanno conquistato la terra, mentre 150.000 stanno lottando negli accampamenti.
Centrale nel MST è il vincolo con la propria base: "Siamo un'organizzazione politica e sociale delle masse non un gruppo ben preparato che pensa di risolvere da solo il problema della riforma agraria". E la riforma agraria sembra ancora lontana in Brasile, nonostante il governo Lula l'abbia promessa con il II Piano Nazionale di Riforma Agraria dell'autunno 2003.

## Concentrazione della terra in Brasile
L'Incra, Istituto nazionale per la riforma agraria, fornisce dati sconvolgenti: l'1,6% dei proprietari con immobili al di sopra dei mille ettari possiedono il 46,8% dell'area totale esistente nel paese, il 51,4% degli immobili classificati come grandi proprietà è improduttivo, ossia più di 133 milioni di ettari di terre non rispondono alle esigenze di produttività e potrebbero essere espropriate per la riforma agraria, secondo il dettato costituzionale.

## I 25 anni del MST
Nel gennaio 2009 il Movimento Senza Terra ha celebrato i suoi primi 25 anni di vita e di lotte. È indispensabile una "massificazione" della lotta, hanno affermato in molti, la crisi economica che sta lasciando senza lavoro centinaia di migliaia di persone può essere un'occasione di trasformazione ma ci vogliono molti militanti che siano in grado di organizzarli e formarli. Chi viene dalla città, chi ha svolto attività diverse da quella agricola, anche se magari proviene da una famiglia contadina, tende spesso a mercantilizzare tutto, non ha pazienza di aspettare, quindi il problema della formazione e dei quadri capaci di attuarla è enorme - dice Egidio Brunetto, uno dei fondatori del MST. 
Il MST fa parte della Via Campesina ed è tra i fondatori e gli animatori dei Forum sociale mondiale, a partire da quello di Porto Alegre del 2001.

## In Italia
In Italia, come in molti altri paesi del mondo, esiste una associazione che si propone di far conoscere idee e attività del MST: l'associazione Amig@s MST-Italia gestisce dal 1998 un sito in italiano sul movimento.